# U.S. Pergolettese 1932
U.S. Pergolettese 1932 er en italiensk fodboldklub, der spiller i Serie C i Italien. De er beliggende i byen Crema i provinsen Cremona. Deres klubfarver er gul og blå.
| Fodbold | Spire Denne artikel om en fodboldklub er en spire som bør udbygges. Du er velkommen til at hjælpe Wikipedia ved at udvide den. |